# Flyvefisken
|  | Denne artikel omhandler stjernebilledet. For skibsklassen, se Flyvefisken-klassen. |
Flyvefisken (Volans) er et stjernebillede på den sydlige himmelkugle.